# 蔡祖泉
蔡祖泉（1924年11月—2009年7月17日），男，浙江省余杭县人，中国电光源研究领域专家。人称“中国的爱迪生”、“中国照明之父”、“中国电光源之父”。历任复旦大学副校长、复旦大学电光源研究所所长、中国轻工业学会副理事长、上海市科协副理事长、上海照明学会理事长、中国照明学会副理事长。

## 生平
1924年11月，蔡祖泉出生。小学三年级时，因其父亲早逝、家境贫困而缀学。1939年冬，16岁的蔡祖泉前往上海。经人介绍到中法药房制药厂（日后称延安制药厂）玻璃制造车间当学徒，学习生产玻璃药水瓶。1949年，加入地下党（中国共产党）:21，此后在上海药厂工作。
1952年到复旦大学工作，1961年创建中国第一个电光源实验室。1978年晋升为教授，1981年9月任硕士研究生导师。1984年，经蔡祖泉提议，复旦大学开设光源与照明工程专业系。1987年，推动成立中国照明学会。1992年退休后，任上海市科协副主席、上海照明协会理事长等。2007年，在蔡祖泉直接推动下，国际电光源学术讨论会第一次在中国召开。
2009年7月17日病逝。

## 成就
1963年研制成功高压汞灯；1964年研制成功1000瓦卤钨灯，此后研制出脉冲氙灯、氢弧灯、氪光谱灯、超高压强氙灯、充碘石英钨丝灯、超高压强汞灯等。1985年起，开发系列节能荧光灯。
1960年代被树为上海的革新标兵和劳摸标兵，后获国家科委推广二等奖、国家科技进步三等奖、国家发明二等奖、国防部重大科技成果二等奖等奖。
编著《电光源原理引论》、《光源电器原理及其应用》、《实用霓虹灯技术》等。

## 纪念
2018年2月12日，蔡祖泉铜像在复旦大学揭幕。